# Amour
Amour is een Oostenrijks-Franse dramafilm uit 2012 onder regie van Michael Haneke. De film werd onderscheiden met een Gouden Palm op het Filmfestival van Cannes, de Oscar voor beste buitenlandse film en de prijs voor beste film, beste regie, beste actrice en beste acteur bij de 25e Europese Filmprijzen.

## Verhaal
Georges en Anne zijn gecultiveerde, gepensioneerde muziekdocenten in de tachtig. Hun dochter Eva woont met haar gezin in het buitenland. Op een dag krijgt Anne een lichte beroerte. Wanneer ze het ziekenhuis verlaat, is ze aan één zijde van haar lichaam volledig verlamd. Ze verzoekt hem om haar nooit meer naar een ziekenhuis te sturen. Hij verzorgt haar met veel liefde, maar na verloop van tijd wil ze dood. Uiteindelijk verstikt hij haar met een kussen. Hij versiert het kussen waar haar hoofd op ligt met bloemblaadjes, opent het raam en plakt vanaf de buitenkant van de kamer de kieren af.
Hulpverleners ruiken een lijklucht als ze het huis binnenkomen en vinden Anne.

## Rolverdeling
| Acteur                 | Personage            |
| ---------------------- | -------------------- |
| Jean-Louis Trintignant | Georges              |
| Emmanuelle Riva        | Anne                 |
| Isabelle Huppert       | Eva                  |
| Alexandre Tharaud      | Alexandre            |
| William Shimell        | Geoff                |
| Ramón Agirre           | Man van de conciërge |
| Rita Blanco            | Conciërge            |
| Carole Franck          | Verpleegster         |
| Dinara Drukarova       | Verpleegster         |
| Laurent Capelluto      | Politieagent         |
| Jean-Michel Monroc     | Politieagent         |
| Suzanne Schmidt        | Buurvrouw            |
| Damien Jouillerot      | Ambulancier          |
| Walid Afkir            | Ambulancier          |

## Interpretatie
Er wordt niet getoond wat Georges verder doet of overkomt, maar diverse naar voren gebrachte interpretaties gaan ervan uit dat Georges ook is overleden. Volgens één interpretatie bewerkstelligde hij dit door niet meer te eten en te drinken. Door het openen van het raam en het afplakken van de kieren roken buren pas een lijklucht toen Georges ook was overleden. Hierdoor voorkwam hij "gered" te worden.